# Lachrymabilem Judaeorum
Lachrymabilem Judaeorum è una bolla pontificia promulgata da papa Innocenzo IV il 5 luglio 1247. La bolla, indirizzata ai prelati della Germania in risposta alle suppliche da parte degli Ebrei, esorta a porre fine ad assassini e persecuzioni contro gli Ebrei provocati da accuse di omicidi rituali. La bolla è una dei numerosi documenti che il pontefice pubblicò nel 1247 a difesa degli ebrei.
La bolla del 1247 non fu la prima critica di un Papa contro il maltrattamento degli Ebrei. Già la bolla Sicut judaeis promulgata da papa Callisto II nel 1120 e la bolla Etsi Judaeorum, promulgata da papa Gregorio IX nel 1233 esortavano il potere politico a intervenire per proteggere gli Ebrei dalle vessazioni e dai maltrattamenti che subivano in Europa.